# Dardago
Dardago (Dardàĉ in dialetto dardaghese e in friulano standard) è una frazione geografica del comune italiano di Budoia, nella provincia di Pordenone in Friuli-Venezia Giulia.

## Geografia fisica
Il paese si trova in una zona collinare, ad una altitudine che varia dai 180 ai 220 m s.l.m. A nord-ovest di esso si innalzano le Prealpi Friulane di cui la cima più alta è il Monte Cavallo (Cima Manera), alto 2252 m. Il paese è lambito da un torrente di nome Artugna che nasce ad un'altitudine di circa 500/600 m s.l.m. in una gola a nord-ovest denominata Valle di San Tomè. Dopo un percorso di una quindicina di chilometri si getta nel fiume Livenza.

## Storia
All'epoca delle invasioni di Attila le popolazioni della Pianura Friulana e Veneta, terrorizzate dai Barbari, scapparono, chi nella Laguna Veneta chi sulle montagne. Nella zona di Dardago arrivò un gruppo di fuggiaschi che prima si sistemò nella valle di San Tomè e con il passare del tempo, scampato il pericolo ed aumentando di numero, scese a valle; dapprima si stabilì sul colle Sant'Angelo per poi costruire le prime abitazioni oltre il torrente Artugna. 
Scavi archeologici effettuati nella stessa valle portarono alla luce punte, raschiatoi e cuspidi di freccia che sono la testimonianza di insediamenti umani risalenti al Neolitico e più in particolare all’età del Bronzo e del Ferro.
Durante la ristrutturazione di alcune abitazioni nel centro del paese, sono venuti alla luce reperti longobardi (fibule, anelli, etc.) e scheletri ben conservati che fanno pensare che detto luogo fosse un sito di inumazione longobardo. Dardago è sede di un'antichissima Pieve, di cui facevano parte anche i vicini paesi di Santa Lucia e Budoia, e che dal 1285 è stata retta da ben 36 Pievani.

## Monumenti e luoghi d'interesse

### Pieve di Santa Maria Maggiore
La chiesa fu costruita sul luogo della precedente, in un tempo che va dal 1786 al 1823 (anno della consacrazione). È una delle più antiche della provincia di Pordenone ed è la pieve matrice di tutte le chiese del territorio, citata come "villa" nella bolla di Papa Urbano III nel 1186. Sicuramente fu nominata Pieve pochi anni dopo poiché nel 1285 il vescovo confermò la Pieve di Dardago nella disponibilità del decano dei canonici della cattedrale concordiense.  Molti al suo interno sono gli arredi già presenti nella chiesa precedente: la pala dei SS. Stefano, Rocco e Sebastiano (XVI secolo) e la monumentale macchina dell'altare maggiore (rimaneggiata tra il 1805 ed il 1806). Opera del coneglianese Antonio Pigatti (1701-1709) sono le statue di S. Andrea e S. Lucia, mentre il tabernacolo risale al 1716. Degli altari laterali si sa con certezza che quelli del Crocifisso e del Rosario furono costruiti da Angelo Antonelli (1735-36), gli altri (della Madonna della Salute e dei Santi Antonio da Padova, Antonio Abate, Giovanni Battista e Carlo Borromeo) sono di anonimi artisti veneziani. Una particolare menzione merita la famiglia (ora estinta) degli Antonelli lapicidi dardaghesi che nei secoli XVI e XVII oltre che nella natia Dardago furono autori di importanti opere marmoree in tutto il Friuli, ad esempio i loro lavori notevoli nel duomo di Maniago. Nel soffitto della navata è notevole l'affresco dell'Assunta, ripresentante la soluzione tizianesca della chiesa veneziana dei Frari, di Gian Carlo Bevilacqua (1823). Importanti, pur nella loro artigianalità locale, anche il Settecentesco arredo in legno della sacrestia ove si conserva ancora l'armadio rinascimentale, in cui era custodito l'Archivio delle sei Comunità (Budoia, Coltura, Dardago, Polcenigo, S. Giovanni e S. Lucia) del contado di Polcenigo e la pala raffigurante l'Assunta con S. Martino, S. Andrea e S. Lucia già nella chiesa di S. Martino. Sopra il portale d'ingresso, raggiungibile con una scala a chiocciola, è collocato un organo molto antico di scuola settecentesca veneziana, proveniente probabilmente da una delle numerose chiese soppresse agli inizi dell'Ottocento da Napoleone Buonaparte, a Venezia, e potrebbe trattarsi dello strumento costruito da Gaetano Callido per la chiesa di Santa Maria Nova nel 1780. Nei secoli ha subito interventi di restauro e conservazione: nel 1891 (nuovi mantici), nel 1953 rimozione e riparazione delle canne, sostituzione della tastiera e nel 1994 restauro delle canne, della tastiera e del mantice. All'esterno sulla facciata vi sono due nicchie in cui alloggiano due statue in cotto raffiguranti Mosè e S. Pietro (XIX secolo). Slanciata è la torre campanaria, nettamente discosta dalla chiesa e costruita in dieci anni (dopo diverse traversie) dal 1854 al 1863, con pietra di una cava locale. Nel 1952 il pinnacolo venne rifatto a cuspide appuntita, in sostituzione di quello antico a pigna, la sua altezza è di 50 metri. Nella cella campanaria trovano alloggiamento quattro campane, che pesano rispettivamente: 16, 11, 9 ed 1 quintali.

### Chiesa di San Tomè
Ovvero "di San Tommaso", sorge su un piccolo terrazzo sulla riva sinistra del Cunath (nome del percorso iniziale dell'Artugna). La zona è un sito archeologico che negli anni sessanta, con scavi iniziati da alcuni appassionati, ha restituito interessanti reperti preistorici: strumenti in selce, manufatti in quarzo, asce in pietra, frammenti di ossidiana ed una tavoletta in ceramica con scritte dai caratteri di dubbia interpretazione. Sono stati rinvenuti anche resti di epoche posteriori, romane e medioevali, dimostrando quindi che il luogo fu per lungo tempo abitato.

### Chiesa di San Martino
Appartiene alla giurisdizione ecclesiale della Pieve di Dardago. Si trova a pochi metri dalla riva destra dell'Artugna quasi dirimpetto alla chiesa di Santa Giuliana di Castello. Eretta nel XIV secolo, è dotata di un altare unico dedicato al santo. Agli inizi era soltanto un oratorio votivo per poi assumere il ruolo di chiesa (anche se vi veniva officiata la messa solo saltuariamente) e diventare meta delle rogazioni primaverili. Alcuni anni fa venne ritrovato nella parete dell'abside un affresco datato 1565 raffigurante il Padre Eterno, Maria, S. Andrea e Santa Lucia, probabilmente dello Stefanelli che è  stato staccato dalla parete originaria ed è custodito nella chiesa pievanale di Santa Maria Maggiore. Un analogo affresco si trova a Roraipiccolo.

### Sant'Angelo
La chiesa, di cui rimane solo il rudere di un muro, sorgeva sull'omonimo colle, sulla riva sinistra dell'Artugna. Si trova nel comune di Aviano ma era sotto la giurisdizione ecclesiastica della pieve di Dardago.

## Società

### Lingue e dialetti
A Dardago si parla un tipo di friulano occidentale ricadente nella varietà della "fascia di transizione veneto-friulana". Nel territorio comunale vige la Legge regionale 18 dicembre 2007, n. 29 "Norme per la tutela, valorizzazione e promozione della
lingua friulana". Nel 2013 è stato pubblicato Comót, dizionario della parlata dardaghese di Flavio Zambon, edito l'Artugna Periodico.

### Sport

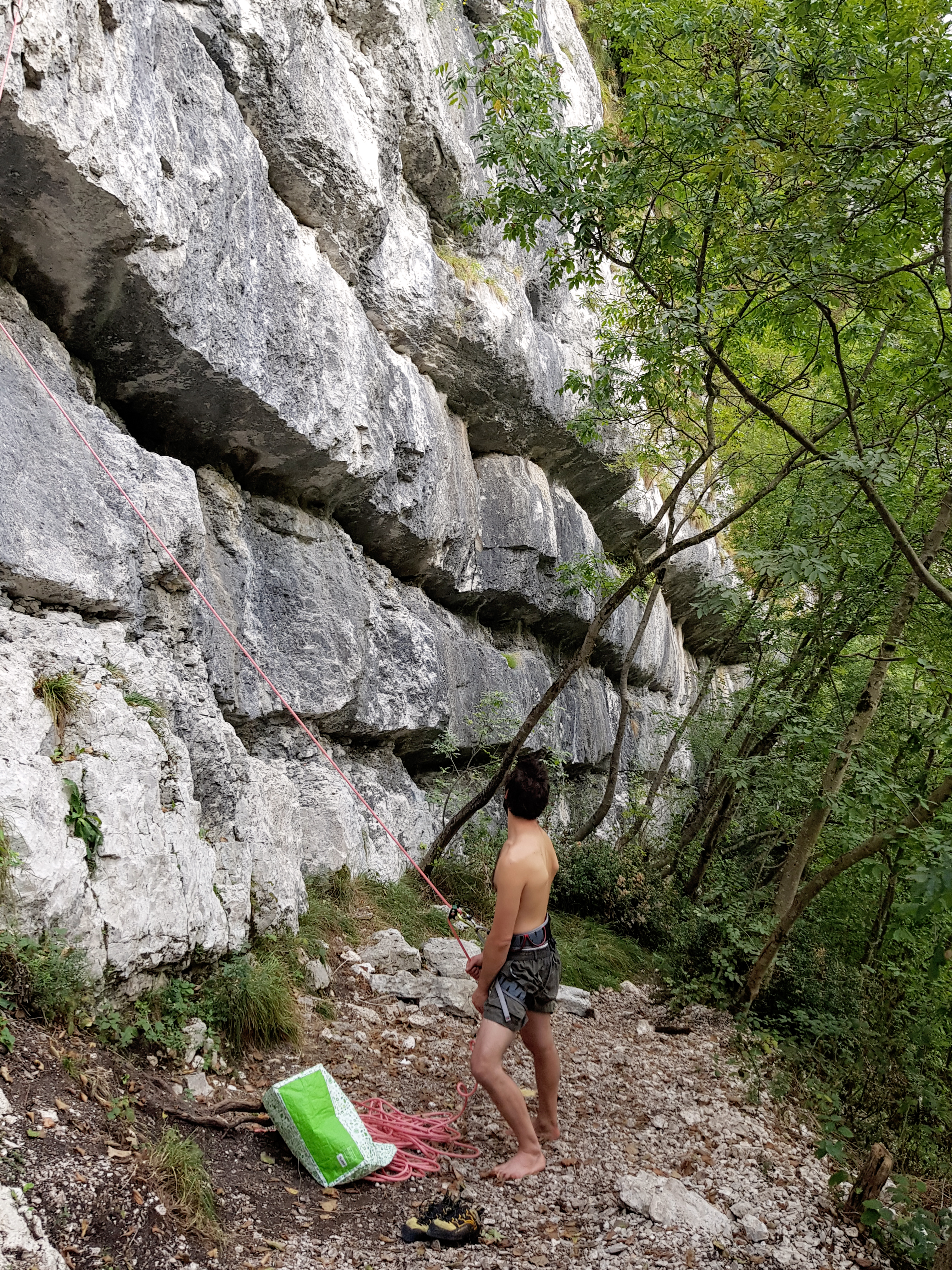
Un arrampicatore fa sicura nella falesia Raffaele Carlesso di Dardago.

A Dardago è presente una falesia storica intitolata a Raffaele Carlesso che si è affermata come punto di riferimento per gli arrampicatori sportivi del pordenonese. 
Questa falesia è costituita da 5 Settori: Placchette (adatto ai principianti), Risvegli, Piccola Alta e Piccola Bassa, con lunghezze di media difficoltà, e Paretone, adatta agli arrampicatori più esperti.